# Croscherichia tigrinipennis
Croscherichia tigrinipennis is een keversoort uit de familie van oliekevers (Meloidae). De wetenschappelijke naam van de soort is voor het eerst geldig gepubliceerd in 1827 door Latreille.